# 克勞德山
克勞德山（英語：Mount Crowder）是南極洲的山峰，位於維多利亞地的博克格雷溫克海岸，處於塔拉魯瓦山東北面11公里，屬於勝利山脈中蒙蒂思山的一部分，海拔高度2,485米，美國地質調查局根據測量和該國海軍的空中照片繪入地圖，現時由南極條約體系管理。